# Junicus gerhardi
Junicus gerhardi is een hooiwagen uit de familie Gonyleptidae.